# Gizmondo
O Gizmondo é um videogame portátil que foi lançado pela Tiger Telematics em março de 2005. Possuía as tecnologias GPRS e GPS. O projeto eletrônico foi realizado pela Plextek Limited e o desenho industrial por Rick Dickinson.
As vendas do Gizmondo foram muito baixas, e em fevereiro de 2006 a companhia encerrou sua produção e declarou falência. Em 2008 o fundador e CEO da Tiger Telematics, Carl Freer, anunciou que chegou a um acordo com os credores e planejava relançar o Gizmondo  como um Gizmondo 2.
Gizmondo foi ofuscado pelo caso de envolvimento de um de seus executivos, Stefan Eriksson, com o crime organizado.

## Lançamento

### Reino Unido
O Gizmondo foi lançado no Reino Unido em 19 de março de 2005, custando inicialmente £229. As unidades que possuíam Smart Adds tinham um preço sugerido pelo fabricante de £129. O Gizmondo era vendido na loja franqueada em Londres, através de compra online, e outras grandes lojas ou vendedores online, embora não há muita certeza de quantas unidades foram distribuídas através desses meios.

### Estados Unidos
Nos Estados Unidos, o Gizmondo foi lançado em 22 de outubro de 2005. O preço era de US$400 por uma unidade sem Smart Adds, ou US$229 por uma com Smart Adds instalado. Era disponível apenas pelo site da Gizmondo ou por um dos vários quiosques em centros comerciais. Porém apenas oito dos quatorze jogos planejados foram lançados nos EUA e ainda com nenhum software GPS, embora o software tivesse sido vendido no site britânico por uma semana ou duas. Houve quase ou nenhuma publicidade, e alguma de suas propagandas foram colocadas em revistas da Nintendo Power (revista oficial da Nintendo). Planos de distribuir o console por outros vendedores nunca se concretizaram.

## Jogos
Na época o Gizmondo possuía quatorze jogos no seu lançamento, dentre eles um port do FIFA Football 2005 da EA e SSX 3, além do Richard Burns Rally da SCi. Sabe-se que cerca de trinta jogos estavam em desenvolvimento para o sistema, mas todos foram cancelados antes dos seus respectivos lançamentos por causa da falência da Tiger Telematics.

## Smart Adds
O sistema de Smart Adds pretendia subsidiar parte do custo das unidades para o consumidor. Um Gizmondo com o Smart Adds ativado custava menos (£129/$229), porém exibiria publicidades na tela a intervalos aleatórios enquanto o usuário estava na tela principal do console. Essas propagandas seriam baixadas pela conexão GPRS do dispositivo, e poderiam ser direcionada ao usuário de acordo com os dados do aparelho. Um máximo de três propagandas poderiam ser exibidas por dia. Algumas propagandas poderiam incluir ofertas especiais na forma de cupons ou código de barras, e algumas poderiam usar o GPS do aparelho para indicarem a loja mais próxima do usuário onde ele poderia comprar o produto anunciado.
Entretanto o serviço de Smart Adds nunca foi ativado, e os usuários que pagaram pelo preço reduzido de um aparelho com o sistema instalado nunca chegaram a receber alguma publicidade.

## Especificações técnicas
- Tela: display TFT de 72 mm (2.8 polegadas)
- Resolução: 320 pixels × 240 pixels
- CPU: Processador Samsung ARM9 à 400 MHz
- Gráficos: Acelerador gráfico 3D nVidia GeForce 3D 4500 128-bit, máximo de 65 536 cores
- RAM: 64 MB
- Áudio: Alto-falante interno
- Comunicação: Bluetooth classe 2 para jogo multiplayer, GSM tri-band
- Portas: Entrada para fone estéreo, Mini-USB, leitor de cartão SD
- Energia: Bateria removível
- Temperatura de operação: 0°C à 55°C
- Multimídia: Tocador de vídeo MPEG 4, capacidade de executar arquivos MP3, WAV e MIDI através do Windows Media Player 9
- Câmera JPEG
- Cartão SIM removível
- Aplicativo de rastreamento GPS
- Aplicativo de mapeamento GPS
- GPRS Classe 10
- SMS
- Recebimento e envio de MMS
- WAP 2.0
- Tom de chamada polifônico
- Modo avião

## Gizmondo widescreen
A Tiger Telematics planejou lançar um Gizmondo widescreen em 2006. A intenção era ter uma tela maior, além de melhorias como suporte a Wi-Fi e saída para TV. O Gizmondo widescreen foi anunciado a apenas algumas semanas antes do lançamento americano, possivelmente incentivando alguns clientes potenciais a não comprar o Gizmondo, e em vez disso comprar o modelo melhorado, um exemplo do efeito Osborne.

## Gizmondo 2
O ex-diretor da Gizmondo, Carl Freer anunciou no começo de 2008 sua intenção de relançar o console Gizmondo: O Gizmondo 2.
A data de lançamento planejada originalmente era maio de 2008, mas logo foi adiado para novembro de 2008, junto com detalhes de uma nova companhia, Media Power, por trás do lançamento, chefiado por Carl Freer e seu parceiro sueco Mikael Ljungman com o desenvolvimento aparentemente decorrendo dentro do prazo até final de setembro. Entretanto até dezembro de 2008 o console ainda não tinha surgido, e outro anúncio foi feito sobre um redesign completo como um smartphone rodando Windows CE ou Google Android.
Desde então, o site da Media Power ficou offline, o co-fundador Mikael Ljungman foi preso e acusado por sérias fraudes, e nada mais foi divulgado sobre o console ou o smartphone.